# Covenants
Covenants (kein Pluraletantum; auch der Gebrauch im Singular als „Covenant“ ist möglich) sind im Finanzwesen der Anglizismus für Kredit- und Anleihebedingungen des Gläubigers, die der Schuldner erfüllen muss.

## Etymologie
Das Wort leitet sich von dem französischen covenant (altfranz. für „Vertrag“, aus lateinisch convenire, „treffen, zusammenkommen“, zu lateinisch conventio, „Vertrag, Vereinbarung“) ab und wird für alle erdenklichen vertraglichen Nebenpflichten des Kreditnehmers oder Anleiheschuldners verwendet. Diese Vertragspraxis des Common law wurde – soweit sie in Einklang mit dem deutschen Recht steht – in deutsche Kreditverträge und Anleihebedingungen übernommen. Es handelt sich um Nebenbestimmungen, die spezifische Verhaltenspflichten betreffen und diese vertraglich festlegen.

## Allgemeines
Das Wort „Covenants“ zeigt, dass der Ursprung in der angloamerikanischen Kautelarpraxis des internationalen Kreditverkehrs zu finden ist. Covenants sind heute in den Musterverträgen der Loan Market Association als Pflichtbestandteil (englisch boilerplate) enthalten und müssen vorher zwischen den Vertragsparteien nicht besonders verhandelt werden. Sie werden angewandt im Corporate Finance, bei (internationalen) Konsortialkrediten, Mergers & Acquisitions, Unternehmensfinanzierungen durch einzelne Kreditinstitute oder in Unternehmensverträgen. Außerdem sind sie Bestandteil der Anleihebedingungen (englisch bond indentures) von Unternehmensanleihen (englisch corporate bonds) oder Staatsanleihen (englisch sovereign bonds).
Es handelt sich um Kredit- und Anleihebedingungen, die ein Schuldner durch Tun und/oder Unterlassen während der Laufzeit eines Kredites oder einer Anleihe zu erfüllen hat. Sie dienen dem Gläubigerschutz und sollen das Finanz- oder Kreditrisiko der Gläubiger vermindern.

## Arten
Allgemein wird zwischen zwei Hauptarten unterschieden:
- Finanzkennzahlen (englisch financial covenants) sind betriebswirtschaftliche Kennzahlen, insbesondere:
  - Kapitalstruktur: Anlagendeckungsgrad, Eigenkapitalquote, Schuldenkennzahlen: Fremdkapitalquote, Leverage Ratio, Verschuldungsgrad;
  - Kostenstruktur/Ertragslage: EBIT-Marge, Gesamtkapitalrentabilität, Personalkostenquote, Schuldendienstdeckungsgrad, Umsatzrentabilität, Zinsdeckungsgrad.
- Nicht-finanzielle Covenants (englisch non-financial covenants)[3] schreiben konkrete Gebote oder Verbote vor:
  - Handlungen vorzunehmen (englisch affirmative covenants; Gebote):[4] Pflicht zur Aufrechterhaltung des Geschäftsprozesses, Beibehaltung der bestehenden Gesellschafterverhältnisse (englisch ownership clause), Versicherungen gegen übliche Gefahren, Informationspflichten (etwa Zwischenberichterstattung) oder Collective Action Clause.
  - Handlungen zu unterlassen (englisch incurrence covenants, protective covenants; Verbote) sind als Klauseln vorgesehen: Change of Control, Cross default, Kreditereignis (englisch credit event), Negativklausel (englisch negative pledge), Verfügungsverbote (englisch asset disposal), wesentliche Verschlechterung der Vermögensverhältnisse (englisch material adverse change) oder Entnahmeverbote und Dividendenbeschränkungen (englisch limitation on dividends clause).[5]

Finanzkennzahlen stellen eine Art Frühwarnsystem dar und sollen dem Gläubiger möglichst frühzeitig über negative wirtschaftliche Entwicklungen des Schuldners informieren. Sie sind entweder mindestens einzuhalten (etwa Eigenkapitalquote) oder maximal zulässig (Fremdkapitalquote). Die angegebenen Kennzahlen sind somit eine Art Grenzwert, dessen Über- oder Unterschreitung als Kreditereignis definiert werden kann und Sanktionen zur Folge hat.
Das „Margenraster“ (englisch margin grid, margin-ratchet) sorgt als Covenant dafür, dass sich die Kreditmarge verändern darf, sobald sich das Kreditrating des Schuldners oder eine Kennzahl ändert.
Einzelne Corporate Financial Covenants
Diese umfassen z. B. das Verbot der Verfügung über wesentliche Vermögensgegenstände (englisch disposals), Einschränkungen bei konzerninternen Umstrukturierungen sowie Beschränkungen bei der Dividendenpolitik des Unternehmens. In diesem Zusammenhang taucht auch häufig der Begriff der „Affirmative Covenants“ auf, der uneinheitlich verwendet wird und häufig Non-Financial Covenants und Corporate Financial Covenants zusammenfasst. Affirmative Covenants vereinbaren jedenfalls bestimmte Handlungen oder das Unterlassen von Handlungen durch den Kreditnehmer. Weitere Fälle sind:
- Verfügungsbeschränkungen über wesentliche Vermögensposten wie Kapitalbeteiligungen (englisch disposals);
- ordnungsgemäßer Geschäftsgang (englisch ordinary conduct of business);
- Einhaltung aller Gesetze und Vorschriften (englisch representations and warranties).

International übliche financial covenants
Üblich sind international folgende financial covenants:
| Covenant                                                     | betriebswirtschaftliche Kennzahl                                         |
| ------------------------------------------------------------ | ------------------------------------------------------------------------ |
| Leverage Ratio englisch Total leverage ratio                 | {\displaystyle {\frac {\text{Nettoverschuldung}}{\text{EBITDA}}}}        |
| Verschuldungsgrad englisch Gearing                           | {\displaystyle {\frac {\text{Gesamtverschuldung}}{\text{Eigenkapital}}}} |
| Zinsdeckungsgrad englisch Interest cover ratio               | {\displaystyle {\frac {\text{EBITDA}}{\text{Nettozinsaufwand}}}}         |
| Schuldendienstdeckungsgrad englisch Debt service cover ratio | {\displaystyle {\frac {\text{freier Cashflow}}{\text{Schuldendienst}}}}  |
| Investitionsausgabengrenze englisch CAPEX limit              | {\displaystyle {\text{Kapitalkosten}}<X}                                 |

Die Bestandteile einer Kennzahl müssen genau definiert werden (etwa welche Bestandteile zum Eigenkapital gehören und welche nicht). Üblich ist die Angabe einer Schwankungsbreite (englisch headroom), innerhalb derer sich eine Kennzahl verändern darf.
Einzelne Non-Financial Covenants
Unter Non-Financial Covenants werden verschiedene Klauseln verstanden, weil mit ihrer Hilfe der Gläubiger im Falle einer Unternehmenskrise des Schuldners Veränderungen des formellen Kreditrisikos verhindern will. Sie sollen spätere Sicherheitenbestellungen an andere Gläubiger verbieten, sofern der Kreditgeber nicht gleichgestellt wird:
- Die Pari-passu-Klausel sichert den Gläubigern absolute Gleichrangigkeit ihrer Forderungen zu, worin sich die Unternehmenspolitik verwirklicht, keiner Art von Ansprüchen eine implizite Vorrangstellung zuzuerkennen. Dadurch werden die Gläubiger späterer Kredite und Anleihen nicht benachteiligt und nehmen die gleiche Rangstellung ein.
- Dieser Grundsatz der formellen Gleichrangigkeit wird durch die Negativerklärung („negative pledge“) auf die dingliche Ebene ausgeweitet, indem die Klausel den unbesicherten Gläubigern eine Besicherung ihrer Forderungen zusichert, sollte der Schuldner anderen Gläubigern Sicherheiten zur Verfügung stellen.
- Bei der Cross-Default-Klausel steht den Gläubigern ein Sonderkündigungsrecht zu, wenn der Schuldner zwar ihre Anleihe bedient, jedoch bezüglich einer anderen Zahlungsverpflichtung in Rückstand gerät. Hierdurch sollen alle Gläubiger gleichzeitig von den Zahlungsschwierigkeiten des Schuldners betroffen werden.[8]
- Die Collective Action Clause macht eine Änderung einzelner Anleihe- und Kreditbedingungen von der Zustimmung der Mehrheit der Gläubiger abhängig und ist im Falle der mehrheitlichen Zustimmung für sämtliche Anleihegläubiger bindend. Hierdurch können Minderheiten überstimmt werden und sind etwa gezwungen, einem Schuldenerlass zuzustimmen.

Ferner gehören hierzu die Material Adverse Change-Klauseln, die anhand von einzeln aufgeführten Beispielen eine wesentliche Verschlechterung der wirtschaftlichen und/oder rechtlichen Verhältnisse des Kreditnehmers definieren und bei deren Eintreffen Nachbesicherungspflichten oder gar eine Kreditkündigung auslösen. Bei Kreditgewährungen an Konzerntochtergesellschaften bedienen sich Kreditinstitute in Deutschland oft der Organschaftserklärung, um die Muttergesellschaft das gesamte Geschäftsjahr zum Verlustausgleich bei der kreditnehmenden Tochtergesellschaft zu verpflichten. Um Kredite künftig etwa im Rahmen des Kredithandels an andere Kreditgeber übertragen zu können, sind in den Kreditverträgen so genannte Abtretungsklauseln enthalten. Positiverklärungen sorgen dafür, dass der Kreditnehmer bestimmte Kreditsicherheiten zur Verfügung zu stellen hat, wenn die hierzu im Kreditvertrag beschriebenen Voraussetzungen oder Ereignisse eingetreten sind. Außerdem verpflichtet sich der Kreditnehmer, vertraglich genau festgelegte Informationen zu bestimmten Terminen dem Kreditgeber zur Verfügung zu stellen (z. B. Quartalsberichte, Bestätigungen über die Einhaltung zumindest der Financial covenants).

## Überwachung
Aus der Vereinbarung von Covenants resultieren im Kreditprozess bankaufsichtsrechtliche Pflichten des Kreditinstituts, die wirtschaftlichen Verhältnisse des Kreditnehmers regelmäßig – meist mindestens vierteljährlich – zu überprüfen. Die Ergebnisse sind im Rating des Kreditengagements zu berücksichtigen. Insbesondere Financial Covenants sind kein Selbstzweck. Sie führen zu einer Instrumentalisierung der Risikobeurteilung und werden damit für externe Stellen (Bankenaufsicht oder Wirtschaftsprüfer) objektiv nachvollziehbar. Sie bilden somit einen Teil des Risikomanagements bei Kreditinstituten, wie es von den Mindestanforderungen an das Kreditgeschäft gefordert wird.
Bei der Vereinbarung von Covenants sind die Kosten für den Überwachungsaufwand aus der unterjährigen Offenlegung wirtschaftlicher Verhältnisse in Beziehung zur Risikoentlastung zu setzen. Covenants sind grundsätzlich bei allen, auch vermeintlich zunächst risikolosen, Krediten zu verwenden. Es ist nämlich nicht absehbar, ob sich die Bonitätsverhältnisse während der Kreditlaufzeit verschlechtern werden (so genannte negative Ratingmigration); eine Nachbesserung ist dann meist schwer durchsetzbar, wenn detailliertere Covenants ursprünglich nicht vereinbart worden sind. Dann können nur noch die weniger konkreten und deshalb unverbindlicheren AGB helfen.
Die Über- oder Unterschreitung der Kennzahlen ist eine Nichterfüllung (englisch default), die als Vertragsverletzung (englisch covenant breach) ein Kreditereignis (englisch credit event) auslöst, welches eine Kreditkündigung (englisch termination) zur Folge hat. Damit nicht jede geringfügige Veränderung von Unternehmensdaten eine Vertragsverletzung darstellt, werden bei den financial covenants Schwankungsbreiten der Kennzahlen festgelegt, die bestimmte Volatilitäten zulassen (etwa „Eigenkapitalquote zwischen 35 % und 39 %“). Mit einem von beiden Seiten verhandelten Verzicht (englisch waiver) können Kreditnehmer einzelne (financial) Covenants temporär außer Kraft setzen lassen oder verändern, so dass lediglich temporäre und unwesentliche Über- oder Unterschreitungen nicht zu einem Kreditereignis werden.

## Rechtsfolgen
Eine Abweichung von den vereinbarten Financial Covenants löst meist eine vorab vereinbarte Heilungsperiode (englisch remedy/grace period) aus. Diese Heilungsfrist soll dem Kreditnehmer die nachträgliche Erfüllung der vorgegebenen Kennzahlen oder Zusicherungen ermöglichen. Gelingt dies jedoch nicht, wird eine höhere Kreditmarge oder gar ein außerordentliches Kündigungsrecht durch den Vertragsbruch (englisch covenant breach) ausgelöst. Alternativ können Abweichungen von den vereinbarten Regelungen einen Anspruch auf Stellung von Kreditsicherheiten begründen (sog. Nachbesicherungsrecht). Der Kreditnehmer ist dann verpflichtet, erstmals oder weitere Kreditsicherheiten zu stellen. Kommt er diesem Verlangen nicht nach, werden automatisch Kündigungsrechte nach Ziff. 13 Abs. 3 in Verbindung mit Ziff. 19 Abs. 3 AGB-Banken bzw. Ziff. 26 Abs. 2b AGB-Sparkassen ausgelöst.
Bei der Vereinbarung von (Financial) Covenants besteht im deutschen Recht die Gefahr, dass die Klausel und damit gegebenenfalls der gesamte Kreditvertrag unwirksam ist. Durch sehr enge und umfassende Vereinbarungen können Kreditnehmer in nachteilige Situationen geraten, da die Gefahr besteht, dass sich Kreditgeber knebelungsartig in die Geschäftsführung des Kreditnehmers einmischen. Wenn Banken in die Geschäftsführung ihrer Kreditnehmer eingreifen, indem sie die Leitung des Schuldnerunternehmens im finanziellen Bereich vollständig an sich ziehen und das Unternehmen etwa durch Kreditknebelung weitgehend entmachten, so haften sie anderen Gläubigern für deren Schäden. Insbesondere bei Sanierungskrediten bewegen sich Kreditinstitute auf dem schmalen Grat zwischen einer unzulässigen Beeinflussung der Unternehmensleitung und der erforderlichen strengen Überwachung ihres erhöhten Kreditrisikos.

## Wirtschaftliche Aspekte
Covenants sollen insgesamt den bei Beginn des Kreditvertrages oder der Wertpapieremission der Anleihe bestehenden Status quo in den wirtschaftlichen/rechtlichen Verhältnissen des Schuldners während der Laufzeit zementieren. Dieser Status bildet die Geschäftsgrundlage, auf deren Basis die Kreditgewährung überhaupt für die Bank vertretbar gewesen ist. Ändert sich hieran etwas zum Nachteil der Bank, kann sie darauf mit Hilfe der vertraglich vorgesehenen Optionen (Margenerhöhung, Nachbesicherung, Kreditkündigung) angemessen reagieren.
Covenants sollen die Unternehmensleitung zwingen, die Unternehmenspolitik entsprechend den Gläubigerinteressen zu gestalten. Sie dienen der Risikosteuerung, die es dem Gläubiger ermöglicht, frühzeitig eine drohende, das Insolvenzrisiko erhöhende Unternehmenskrise des Schuldners zu erkennen (Früherkennungssystem) und entsprechende Maßnahmen der Risikominderung einzuleiten. Diese Maßnahmen können in einer Bestellung (zusätzlicher) Kreditsicherheiten (auch Credit Default Swaps als Sicherungsnehmer), einer Kreditkündigung oder einem Kreditverkauf bestehen, bei Anleihen kommt deren Verkauf (auch Credit Default Swaps als Sicherungsnehmer) in Betracht. Die Verwendung von Covenants ist mittlerweile nicht mehr lediglich auf Großunternehmen als Schuldner beschränkt, sondern erfasst auch kleine und mittlere Unternehmen als Kreditnehmer.

## Bedeutung
Insbesondere Kreditinstitute müssen durch Basel II und Basel III eine genauere Risikosteuerung und Risikobewertung ihres Kreditrisikos vornehmen, weil das – auch auf financial Covenants aufbauende – Kreditrating für eine differenzierte Eigenmittelunterlegung (siehe ökonomisches Kapital) sorgt. Hierzu kommt eine von Roland Berger im Juli 2009 veröffentlichte Befragung zu dem Ergebnis, dass 31 % der Führungskräfte von Kreditinstituten den Covenants eine sehr hohe und 56 % eine hohe Bedeutung beimessen.
Der Ratingagentur Moody’s zufolge hatten 45 % der europäischen Unternehmen im Jahre 2008 mit einem vertretbaren Kreditausfallrisiko (englisch Investment Grade) und 75 % der Firmen mit einem hohen Ausfallrisiko (englisch Non-Investment Grade) Kreditvereinbarungen, die Covenants enthielten. Demnach steigt der Anteil der Kreditnehmer mit Covenants mit höherem Risikograd an, obwohl es sinnvoll erscheint, Covenants bereits in Zeiten mit günstigen Ratings zu vereinbaren. Offensichtlich tendieren Covenants in Kreditverträgen zu schärferen Regelungen als in Anleihen. Bei einem Covenant breach droht eine Kreditkündigung, durch die wiederum eine Kündigungswelle bei anderen Gläubigern (über die Cross-Default-Klausel) ausgelöst werden kann. Um Financial Covenants jederzeit erfüllen zu können, müssen Schuldner unternehmerische Maßnahmen ergreifen, die letztlich auch zur Eigensanierung beitragen.